# 莲花真理徽章
莲花真理徽章，是印度尼西亚的一种徽章。授予对象为在1975年印度尼西亚入侵东帝汶（即“莲花行动”）过程中及其后统治期间中的做出重要贡献的军队及武装警察成员。除此之外，非军人和外国人也有权获得该荣誉。授予此荣誉徽章的要求由第4./1959号紧急状态法规定。